# Soutzoukakia smyrneika
I soutzoukakia smyrneika (in greco  Σουντζουκάκια σμυρνέικα?) sono un piatto tipico della cucina greca, derivato dall'İzmir köfte, piatto nato a Smirne, in Turchia. 
Si tratta di polpette al sugo arricchite da spezie orientali quali il cumino che conferisce un sapore molto intenso e particolare.
Solitamente vengono accompagnate a del riso in bianco.